# Turpial cuagroc
El turpial cuagroc (Icterus mesomelas) és un ocell de la família dels ictèrids (Icteridae).

## Hàbitat i distribució
Habita la selva i boscos de ribera de les terres baixes des de Mèxic, a Veracruz, nord d'Oaxaca, Tabasco, Chiapas i la península del Yucatán, cap al sud, a la llarga del vessant del Carib fins Panamà, i al vessant del Pacífic fins l'oest dePanamà, i des de l'oest i nord de Colòmbia i nord-oest de Veneçuela, cap al sud, a través de l'oest de l'Equador fins al Perú.